# Oecophylla
Oecophylla, mais conhecida como formiga-tecelã, é um gênero de insetos, pertencente a família Formicidae. As formigas tecelãs vivem em árvores (são obrigatoriamente arborícolas) e são conhecidas por seu comportamento único de construção de ninhos, em que as operárias constroem os ninhos tecendo folhas com seda larval. As colônias podem ser extremamente grandes, consistindo em mais de cem ninhos espalhados por várias árvores e contendo mais de meio milhão de operárias. Como muitas outras espécies de formigas, as formigas tecelãs se alimentam de pequenos insetos e complementam sua dieta com melada rica em carboidratos excretada por insetos cochonilhas (Hemiptera). As operárias das formigas tecelãs apresentam uma clara distribuição bimodal de tamanho, com quase nenhuma sobreposição entre o tamanho das operárias menores e maiores. As operárias maiores têm aproximadamente 8-10 mm de comprimento e as menores têm aproximadamente a metade do comprimento das maiores. As operárias maiores forrageiam, defendem, mantêm e expandem a colônia, enquanto as operárias menores tendem a permanecer dentro dos ninhos, onde cuidam da ninhada e “ordenham” insetos cochonilhas dentro ou perto dos ninhos.
A cor das formigas tecelãs varia de avermelhado a tons de cobre, dependendo da espécie. As Oecophylla smaragdina encontradas na Austrália geralmente têm abdomens verdes brilhantes. As formigas tecelãs são altamente territoriais e as operárias defendem agressivamente seus territórios contra intrusos. Como elas se alimentam de insetos prejudiciais às suas árvores hospedeiras, as formigas tecelãs às vezes são usadas por agricultores indígenas, principalmente no sudeste da Ásia, como agentes naturais de controle biológico contra insetos agrícolas. Embora as formigas tecelãs não tenham um ferrão funcional, elas podem infligir picadas dolorosas e, muitas vezes, borrifar ácido fórmico diretamente na ferida da picada, resultando em intenso desconforto.

## Taxonomia
Oecophylla (subfamília Formicinae) é um grupo de formigas tecelãs que contém duas espécies vivas intimamente relacionadas: O. longinoda e O. smaragdina. Elas são colocadas em uma tribo própria, Oecophyllini, com o gênero extinto Eoecophylla. O gênero de formigas tecelãs Oecophylla é relativamente antigo, e 15 espécies fósseis foram descritas em depósitos do Eoceno ao Mioceno. Os membros mais antigos de Oecophyllini e Oecophylla são fósseis descritos nas Terras Altas de Okanagan, no noroeste da América do Norte, em meados do Eoceno Ypresiano. Dois outros gêneros de formigas tecelãs, Polyrhachis e Camponotus, também usam seda larval na construção do ninho, mas a construção e a arquitetura de seus ninhos são mais simples do que as de Oecophylla.

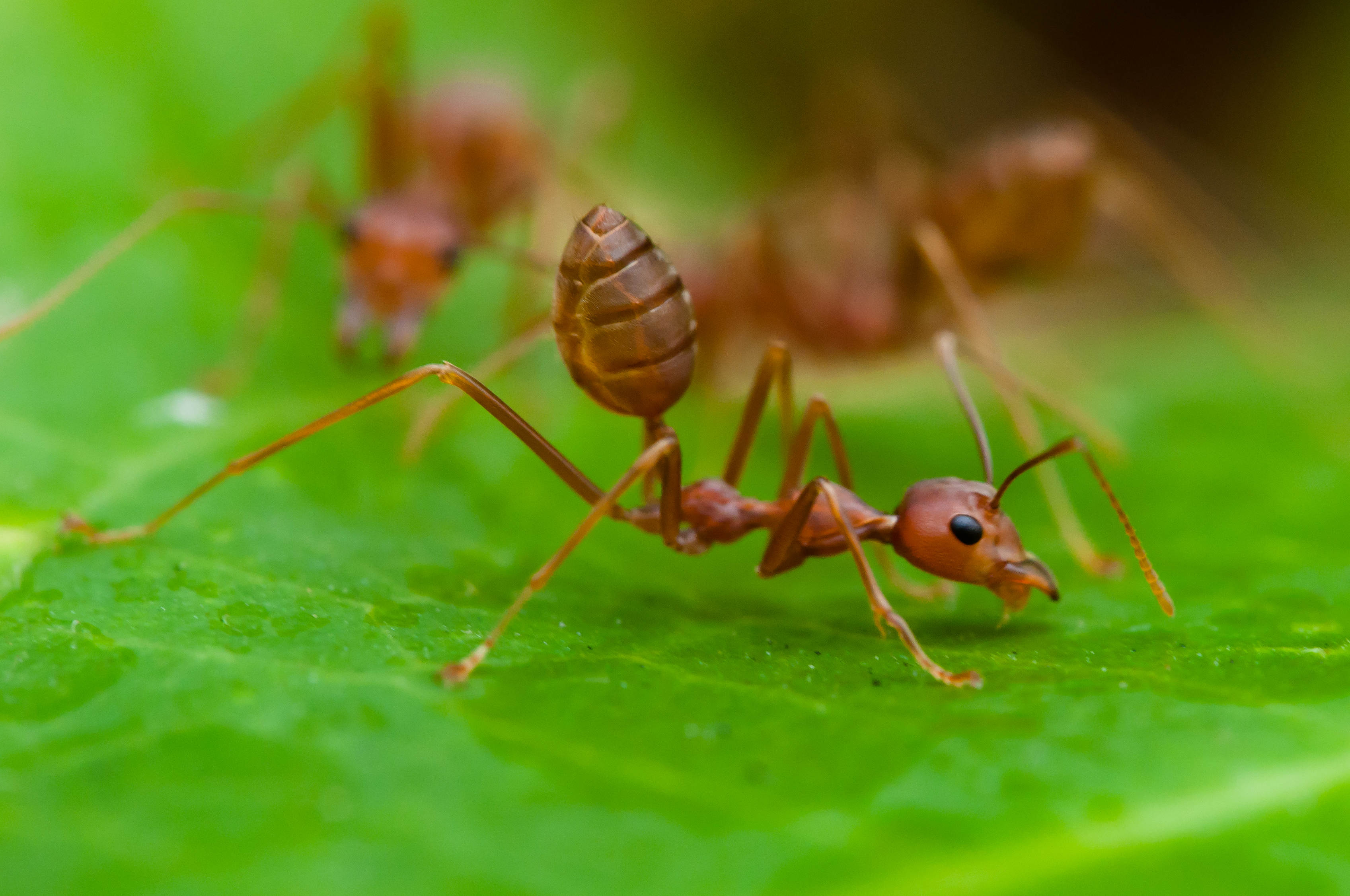
Operária de Formiga tecelã (Oecophylla Smaragdina)

As características comuns do gênero incluem um primeiro segmento funicular alongado, presença de lóbulos propodeais, Hélcio na altura média do segmento abdominal 3 e gáster capaz de refletir sobre o mesossomo. Os machos têm garras pré-tarsais vestigiais.

## Descrição
Oecophylla tem antenas de 12 segmentos, uma característica compartilhada com alguns outros gêneros de formigas. Cada mandíbula tem 10 ou mais dentes, e o quarto dente a partir da ponta é mais longo do que o terceiro e o quinto dentes. Os palpos são curtos, com os palpos maxilares com 5 segmentos e os palpos labiais com 4 segmentos. O mesonoto é constrito e (em vista dorsal) mais estreito do que o pronoto e o propódeo. O nó do pecíolo é baixo e arredondado.

## Distribuição e Habitat
A O. longinoda é distribuída nas regiões afrotrópicas e a O. smaragdina é distribuída da Índia e do Sri Lanka, no sul da Ásia, passando pelo sudeste da Ásia até o norte da Austrália e a Melanésia. Na Austrália, a Oecophylla smaragdina é encontrada nas áreas costeiras tropicais ao sul de Broome, na Austrália Ocidental, e nos trópicos costeiros do Território do Norte até Yeppoon, em Queensland.

## Ontogeniada colônia e organização social

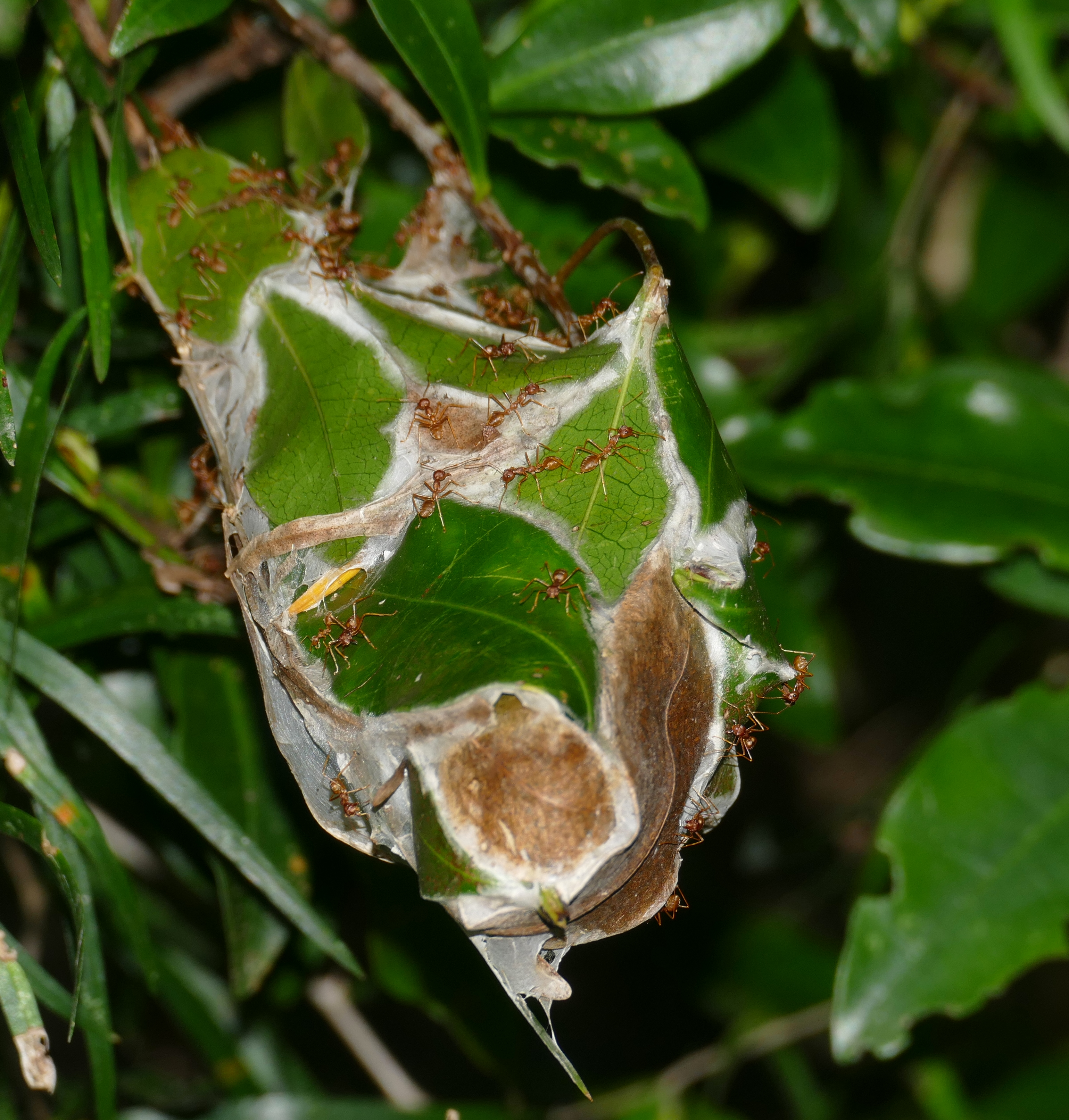
Ninho de Formiga tecelã (Oecophylla Longinoda)

As colônias de formigas tecelãs são fundadas por uma ou mais fêmeas acasaladas (rainhas). A rainha deposita sua primeira ninhada de ovos em uma folha e protege e alimenta as larvas até que elas se transformem em operárias maduras. As operárias, então, constroem ninhos de folhas e ajudam a criar a nova ninhada colocada pela rainha. À medida que o número de operárias aumenta, mais ninhos são construídos e a produtividade e o crescimento da colônia aumentam significativamente. As operárias realizam tarefas essenciais para a sobrevivência da colônia, incluindo a coleta de alimentos, a construção de ninhos e a defesa da colônia. A troca de informações e a modulação do comportamento das operárias que ocorrem durante as interações entre elas são facilitadas pelo uso de sinais de comunicação químicos e táteis. Esses sinais são usados principalmente nos contextos de forrageamento e defesa da colônia. As forrageadoras bem-sucedidas estabelecem trilhas de feromônio que ajudam a recrutar outras operárias para novas fontes de alimento. As trilhas de feromônio também são usadas por patrulheiros para recrutar operárias contra invasores territoriais. Juntamente com os sinais químicos, as operárias também usam sinais de comunicação tátil, como atenção e sacudidas do corpo, para estimular a atividade dos receptores de sinais. A comunicação multimodal nas formigas tecelãs Oecophylla contribui de forma importante para a auto-organização da colônia. Como muitas outras espécies de formigas, as operárias Oecophylla apresentam comportamento de transporte social como parte do processo de recrutamento, no qual uma operária carrega outra operária em suas mandíbulas e a transporta para um local que requer atenção.[faltam citações]

## Comportamento de construção dos ninhos
As formigas tecelãs Oecophylla são conhecidas por seu comportamento cooperativo usado na construção de ninhos. Possivelmente, a primeira descrição do comportamento de construção de ninhos das formigas tecelãs foi feita pelo naturalista inglês Joseph Banks, que participou da viagem do capitão James Cook à Austrália em 1768. Um trecho do Diário de Joseph Banks (citado em Hölldobler e Wilson 1990) está incluído abaixo:

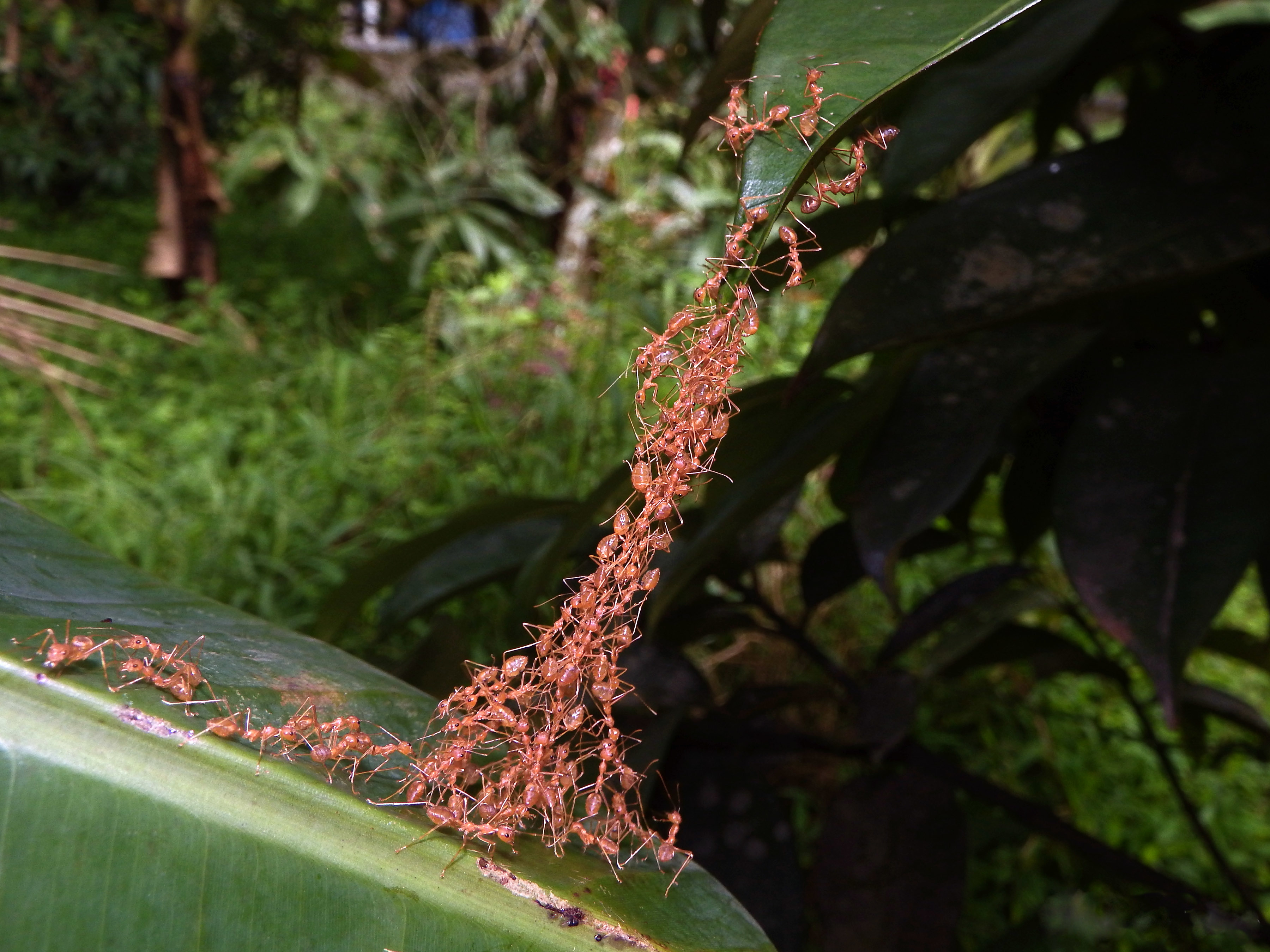
Operárias de formiga tecelã fazendo uma ponte para puxar a folha de uma árvore

As formigas... uma verde como uma folha e vivendo em árvores, onde construiu um ninho, de tamanho entre a cabeça e o punho de um homem, dobrando as folhas juntas e colando-as com substâncias esbranquiçadas de papel que as mantinham firmemente unidas. Ao fazer isso, seu manejo era muito curioso: eles dobravam quatro folhas mais largas do que a mão de um homem e as colocavam na direção que escolhiam. Isso requer uma força muito maior do que esses animais parecem ser capazes; na verdade, muitos milhares são empregados no trabalho conjunto. Já vi tantos quanto podiam ficar de pé um ao lado do outro, segurando uma folha dessas, cada um puxando para baixo com toda a sua força, enquanto outros dentro dela eram empregados para prender a cola. Não tive a oportunidade de ver como eles a dobraram, mas ela foi mantida pela força principal, como pude comprovar facilmente ao perturbar uma parte deles, quando a folha se soltou do resto e retornou à sua situação natural, e tive a oportunidade de experimentar com meu dedo a força que esses pequenos animais devem ter usado para derrubá-la.
A capacidade das formigas tecelãs de construir ninhos espaçosos a partir de folhas vivas contribuiu inegavelmente para seu sucesso ecológico. Na primeira fase da construção do ninho, as operárias examinam as folhas com potencial de nidificação, puxando as bordas com suas mandíbulas. Quando algumas formigas conseguem dobrar uma folha sobre si mesmas ou puxar sua borda em direção a outra, outras operárias próximas se juntam ao esforço. A probabilidade de uma operária aderir ao esforço conjunto depende do tamanho do grupo, sendo que as operárias apresentam maior probabilidade de aderir quando o tamanho do grupo é grande. Quando o espaço entre duas folhas está além do alcance de uma única formiga, as operárias formam correntes com seus corpos agarrando o pecíolo (cintura) umas das outras. Várias correntes intrincadas trabalhando em uníssono são frequentemente usadas para juntar folhas grandes durante a construção do ninho. Quando as bordas das folhas são unidas, outras operárias retiram as larvas dos ninhos existentes usando suas mandíbulas. Ao chegar a uma costura a ser unida, essas operárias apertam levemente a cabeça das larvas agarradas, o que faz com que elas excretem seda. Elas só conseguem produzir uma quantidade limitada de seda, portanto a larva terá de se transformar em pupa sem um casulo. As operárias então manobram entre as folhas de forma altamente coordenada para uni-las. Os ninhos das formigas tecelãs têm geralmente uma forma elíptica e variam em tamanho, desde uma única folha pequena dobrada e ligada a si própria até grandes ninhos compostos por muitas folhas e medindo mais de meio metro de comprimento. O tempo necessário para construir um ninho varia de acordo com o tipo de folha e o tamanho eventual, mas muitas vezes um ninho grande pode ser construído em muito menos de 24 horas. Embora os ninhos das formigas tecelãs sejam fortes e impermeáveis à água, os trabalhadores das grandes colônias constroem continuamente novos ninhos para substituir os ninhos velhos que morrem e os danificados pelas tempestades.

## Relacionamento com humanos

### Na Agricultura
As grandes colônias de formigas tecelãs Oecophylla consomem quantidades significativas de alimentos e as operárias matam continuamente uma variedade de artrópodes (principalmente outros insetos) perto dos seus ninhos. Os insetos não são apenas consumidos pelas operárias, mas esta fonte de proteínas é necessária para o desenvolvimento da prole. Uma vez que as operárias das formigas tecelãs caçam e matam insetos potencialmente prejudiciais às plantas, as árvores que albergam formigas tecelãs são beneficiadas com uma diminuição dos níveis de herbivoria . Têm sido tradicionalmente utilizadas no controle biológico em pomares de citrinos da China e do Sudeste Asiático desde, pelo menos, 400 d.C. Muitos estudos demonstraram a eficácia da utilização de formigas tecelãs como agentes naturais de controle biológico contra pragas agrícolas. A utilização de formigas tecelãs como agentes de controle biológico tem sido especialmente eficaz na fruticultura, em particular na Austrália e no sudeste asiático . As árvores frutíferas que albergam formigas tecelãs produzem frutos de melhor qualidade, apresentam menos danos nas folhas causados por herbívoros e requerem menos aplicações de pesticidas sintéticos . Em vários casos, a utilização de formigas tecelãs revelou-se, no entanto, mais eficaz do que a aplicação de inseticidas químicos e, ao mesmo tempo, mais barata, o que permite aos agricultores obter rendimentos líquidos mais elevados e um controle mais sustentável das pragas.
A criação de formigas tecelãs é frequentemente praticada no Sudeste Asiático, onde os agricultores fornecem abrigo, alimentos e constroem cordas entre árvores povoadas por formigas tecelãs, a fim de proteger as suas colónias de potenciais concorrentes.

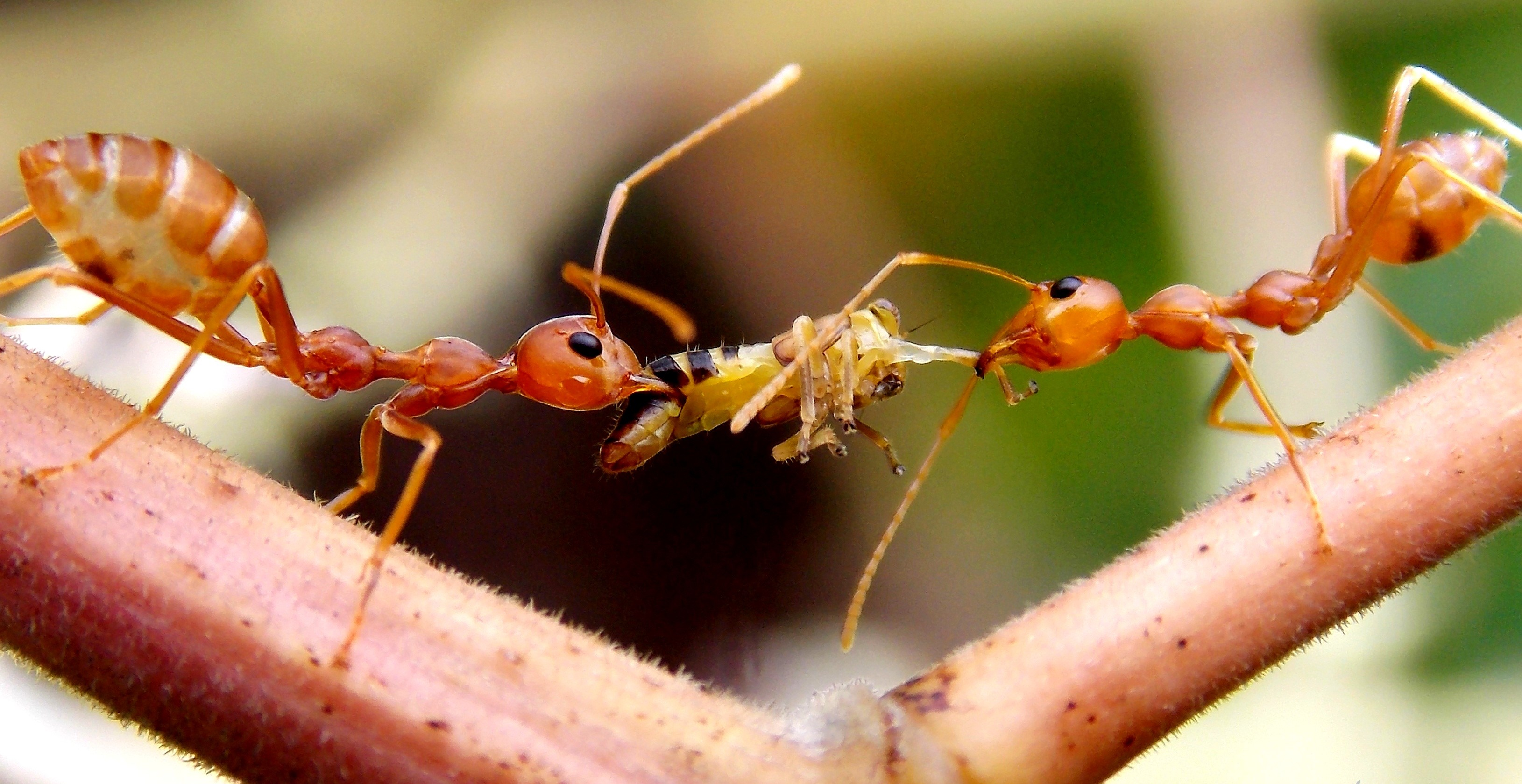
Formigas tecelã carregando comida para a colônia

As colônias de Oecophylla podem não ser totalmente benéficas para as plantas hospedeiras. Estudos indicam que a presença de colônias de Oecophylla também pode ter efeitos negativos no desempenho das plantas hospedeiras, reduzindo a remoção de frutos por mamíferos e aves e, por conseguinte, reduzindo a dispersão de sementes e diminuindo a taxa de visita às flores de insetos voadores, incluindo polinizadores . As formigas tecelãs também têm um efeito adverso na produtividade das árvores ao protegerem insetos que se alimentam de seiva, como as cochonilhas e as cigarras, das quais recolhem a melada . Ao protegerem estes insetos dos predadores, aumentam a sua população e aumentam os danos que causam às árvores.

### Como Alimento, Ração e na Medicina
As formigas tecelãs são um dos tipos mais apreciados de insetos comestíveis consumidos pelos seres humanos (entomofagia humana). Para além de serem utilizadas como agente de controle biológico para aumentar a produção vegetal, as formigas tecelãs podem ser utilizadas diretamente como fonte de proteínas e de alimentos, uma vez que as formigas (especialmente as larvas) são comestíveis para os seres humanos e ricas em proteínas e ácidos graxos . Em alguns países, a formiga tecelã é uma iguaria muito apreciada, colhida em grandes quantidades, contribuindo assim para a socioeconomia local . No nordeste da Tailândia, o preço das larvas de formiga tecelã é o dobro do preço da carne de bovino de boa qualidade e, numa única província tailandesa, são colhidas anualmente larvas de formiga no valor de 620000 dólares . Além disso, foi demonstrado que a colheita de formigas tecelãs pode ser mantida e que, ao mesmo tempo, as formigas podem ser utilizadas para o controle biológico de insetos-praga em plantações tropicais, uma vez que as larvas de rainha e as pupas, que são o principal alvo da colheita, não são vitais para a sobrevivência da colônia.
As larvas de formigas tecelãs são também recolhidas comercialmente como alimento para aves insetívoras na Indonésia.
Na Índia e na China, as formigas operárias são utilizadas na medicina tradicional.

## Espécies Conhecidas
- Oecophylla atavina
- Oecophylla bartoniana
- Oecophylla brischkei
- Oecophylla crassinoda
- Oecophylla leakeyi
- Oecophylla longinoda
- Oecophylla megarche
- Oecophylla obesa
- Oecophylla perdita
- Oecophylla praeclara
- Oecophylla sicula
- Oecophylla smaragdina
- Oecophylla superba
- Oecophylla undet
- Oecophylla xiejiaheensis
- Oecophulla salquitante